# John Eriksen
John Eriksen (ur. 20 listopada 1957 w Svendborgu, zm. 12 lutego 2002 w Kopenhadze) – piłkarz duński grający na pozycji napastnika.

## Kariera klubowa
Karierę piłkarską Eriksen rozpoczął w rodzinnym Svendborgu, w tamtejszym klubie Svendborg fB. W 1978 roku przeszedł do Odense BK i w jego barwach zadebiutował w pierwszej lidze duńskiej. Tam przez dwa sezony był podstawowym zawodnikiem i dwukrotnie z rzędu w latach 1978-1979 zostawał królem strzelców ligi (odpowiednio z 22 i 20 golami).
Na początku 1980 roku Eriksen przeszedł do holenderskiej Rody JC Kerkrade. W Eredivisie zadebiutował 13 stycznia 1980 w wyjazdowym spotkaniu z FC Twente. W pierwszym sezonie nie zdobył gola w lidze, ale w kolejnych należał do najlepszych strzelców Rody. Łącznie przez 5 sezonów strzelił dla klubu z Kerkrade 80 bramek.
W 1984 roku Eriksen trafił do francuskiego drugoligowca FC Mulhouse. Po roku gry w Ligue 2 wrócił do Holandii i został piłkarzem Feyenoordu. 18 sierpnia 1985 rozegrał w nim swój pierwszy mecz, wygrany 1:0 na wyjeździe z VVV Venlo. W ataku Feyenoordu występował z Johnnym Repem i zdobył 19 goli będąc najlepszym strzelcem zespołu z Rotterdamu.
Od lata 1986 roku Eriksen zaczął występować w szwajcarskiej lidze. W 1987 roku został królem strzelców w barwach Servette FC (28 goli), a rok później powtórzył to osiągnięcie (36 goli). W latach 1989–1991 grał w FC Luzern, a następnie wrócił do Svendborga. W 1993 roku zakończył w jego barwach karierę piłkarską.
Później cierpiał na chorobę Alzheimera. 12 lutego 2002 roku zmarł na skutek przypadkowego upadku w domu.
| Sezon   | Klub                | Kraj       | Rozgrywki      | Mecze | Bramki |
| ------- | ------------------- | ---------- | -------------- | ----- | ------ |
| 1978    | Odense BK           | Dania      | 1. division    | 29    | 22     |
| 1979    | Odense BK           | Dania      | 1. division    | 28    | 20     |
| 1979/80 | Roda JC Kerkrade    | Holandia   | Eredivisie     | 12    | 0      |
| 1980/81 | Roda JC Kerkrade    | Holandia   | Eredivisie     | 34    | 21     |
| 1981/82 | Roda JC Kerkrade    | Holandia   | Eredivisie     | 33    | 19     |
| 1982/83 | Roda JC Kerkrade    | Holandia   | Eredivisie     | 34    | 17     |
| 1983/84 | Roda JC Kerkrade    | Holandia   | Eredivisie     | 30    | 23     |
| 1984/85 | FC Mulhouse         | Francja    | Ligue 2        | 34    | 27     |
| 1985/86 | Feyenoord Rotterdam | Holandia   | Eredivisie     | 28    | 19     |
| 1986/87 | Servette FC         | Szwajcaria | Nationalliga A | 29    | 28     |
| 1987/88 | Servette FC         | Szwajcaria | Nationalliga A | 34    | 36     |
| 1988/89 | Servette FC         | Szwajcaria | Nationalliga A | 24    | 11     |
| 1989/90 | FC Luzern           | Szwajcaria | Nationalliga A | 35    | 21     |
| 1990/91 | FC Luzern           | Szwajcaria | Nationalliga A | 35    | 16     |

## Kariera reprezentacyjna
W reprezentacji Danii Eriksen zadebiutował 15 kwietnia 1981 roku w wygranym 2:1 towarzyskim meczu z Rumunią. W 1986 roku został powołany przez selekcjonera Seppa Piontka do kadry na Mistrzostwa Świata w Meksyku. Na tym turnieju rozegrał 2 spotkania: z RFN (2:0 i gol w 63. minucie) oraz w 1/8 finału z Hiszpanią (1:5). Z kolei w 1988 roku na Euro 88 także zagrał we 2 meczach: z RFN (0:2) i z Włochami (0:2). Od 1981 do 1988 roku rozegrał w kadrze narodowej 17 meczów i zdobył 6 goli.